# Surinda Valles
Le Surinda Valles sono una struttura geologica della superficie di Marte.